# 200E busz (Budapest)
A budapesti 200E jelzésű autóbusz a Kőbánya-Kispest metróállomás és a Budapest Liszt Ferenc nemzetközi repülőtér 2-es terminálja között közlekedik, éjjel-nappal. Kiemelt jelentőségű járat, hiszen a Liszt Ferenc repülőtérre érkező, közösségi közlekedést igénybe vevő légiutasok a 200E járattal juthatnak el a Kőbánya-Kispest metróállomáshoz, ahol átszállhatnak az M3-as metróvonalra. Az éjjeli órákban – 23 óra és hajnai fél 5 között – a Határ út metróállomásig meghosszabbítva közlekedik, biztosítva a metró üzemszünetében közlekedő éjszakai buszokra a csatlakozást. A viszonylatot a Budapesti Közlekedési Központ (BKK) megrendelésére a Budapesti Közlekedési Zrt. üzemelteti.
A repülőtér és a Belváros közötti út átszállásmentesen a 100E gyorsjárattal biztosított.

## Története
A 2008-as paraméterkönyv második ütemében, szeptember 6-án a 200-as busz jelzését 200E-re módosították, illetve ettől kezdve nem érintette a Billentyű utca megállóhelyet.
2008. december 28-ától a KöKi Terminál bevásárlóközpont építési munkálatai miatt ideiglenesen megszűnt a Kőbánya-Kispestnél lévő autóbusz-végállomás, helyette a buszok a korábbi P+R parkoló helyén kialakított ideiglenes végállomásra érkeztek. 2011. június 21-e és október 3-a között, az M3-as metróvonal Kőbánya-Kispest állomásának átépítése miatt a metróra való közvetlen átszállás érdekében, a Határ úti metróállomáshoz terelve közlekedett. Ebben az időszakban nem érintette a Kőbánya-Kispest megállóhelyet. Az új autóbusz-végállomás elkészültével, október 4-étől ismét csak Kőbánya-Kispestig közlekedik.
2012. május 30-án üzemkezdettől az autóbuszok nem érintik a Liszt Ferenc Repülőtér 1-es terminálját, mivel az 1-es terminál megszűnt.
2013. május 1-jétől a 93-as busz lerövidítése miatt Kőbánya-Kispest felé ismét megáll a Billentyű utca megállóhelynél. Október 5-én bevezették az első ajtós felszállási rendet.
2017. június 3-ától Kőbánya-Kispest felé a Repülőmúzeumnál, 2018. március 19-étől mind a két irányban Pestszentlőrinc vasútállomás (átjáró) megállóhelyen is megáll.
2018. június 15-étől egész éjjel közlekedik a Határ út metróállomás és a Liszt Ferenc nemzetközi repülőtér között. Ezzel egy időben a 900-as busz megszűnt.
A 2017-es úszó-világbajnokság apropójából 2017. július 8-án indult el a 100E jelzésű expresszjárat a reptér és a Belváros gyors összekötésére, amely a turisták körében hamar népszerűvé vált. A 200E kihasználtságában nem eredményezett számottevő változást.
2019. április 6-ától 2020. október 22-éig az M3-as metróvonal felújítása alatt a Nagyvárad térig hosszabbítva közlekedett. A vonalon továbbra is első ajtós felszállási rend maradt érvényben, azonban a Nagyvárad tér felé a Határ útnál és a Népligetnél a jármű összes ajtaját igénybe lehetett venni.
2020. január 16-ától bizonyos menetek – műszakváltásokhoz igazodva – betérnek a repülőtér területén létesült új teherárubázisra, és érintik a Cargo City megállóhelyet is.
2021. április 3-ától az autóbuszok hétvégén is betérnek a Cargo City megállóhelyhez.

## Járművek
A vonalon kizárólag alacsony padlós Mercedes-Benz Conecto G NG típusú csuklós buszok közlekednek. Korábban itt közlekedett a BKV egyetlen Irisbus Agora típusú autóbusza is. A járműveket indulása óta a Dél-pesti autóbuszgarázs biztosítja.

## Útvonala
| Liszt Ferenc Airport 2 felé |                         |
| (Határ út M vá. – Üllői út – szervizút – Ferihegyi repülőtérre vezető út – szervizút –) Kőbánya-Kispest M vá. – szervizút – Ferihegyi repülőtérre vezető út – Gyömrői út – Ferihegyi repülőtérre vezető út – Üllői út – – Repülőtéri bekötőút (– Cargo City mh. forduló – Repülőtéri bekötőút) – Liszt Ferenc Airport 2 vá. |                         |
| Kőbánya-Kispest felé (nappal) | Határ út felé (éjszaka) |
| Liszt Ferenc Airport 2 vá. – Repülőtéri bekötőút – – Üllői út – Ferihegyi repülőtérre vezető út – Gyömrői út – Ferihegyi repülőtérre vezető út – Regina köz – Lehel utca – szervizút – Kőbánya-Kispest M vá. (– Déli bejáró út – Vak Bottyán utca – Lehel utca – Üllői út – Határ út M vá.)                                 |                         |

## Megállóhelyei
| 200E (Kőbánya-Kispest M ◄► Liszt Ferenc Airport 2)                                     | 200E (Kőbánya-Kispest M ◄► Liszt Ferenc Airport 2) | 200E (Kőbánya-Kispest M ◄► Liszt Ferenc Airport 2) | 200E (Kőbánya-Kispest M ◄► Liszt Ferenc Airport 2) | 200E (Kőbánya-Kispest M ◄► Liszt Ferenc Airport 2) | 200E (Kőbánya-Kispest M ◄► Liszt Ferenc Airport 2) | 200E (Kőbánya-Kispest M ◄► Liszt Ferenc Airport 2) | 200E (Kőbánya-Kispest M ◄► Liszt Ferenc Airport 2) |
| 200E (Határ út M ◄► Liszt Ferenc Airport 2)                                            | 200E (Határ út M ◄► Liszt Ferenc Airport 2)        | 200E (Határ út M ◄► Liszt Ferenc Airport 2)        | 200E (Határ út M ◄► Liszt Ferenc Airport 2)        | 200E (Határ út M ◄► Liszt Ferenc Airport 2)        | 200E (Határ út M ◄► Liszt Ferenc Airport 2)        | 200E (Határ út M ◄► Liszt Ferenc Airport 2)        | 200E (Határ út M ◄► Liszt Ferenc Airport 2) |
| Perc (↓)                                                                               | Perc (↓)                                           | Perc (↓)                                           | Perc (↓)                                           | Megállóhely                                        | Perc (↑)                                           | Perc (↑)                                           | Átszállási kapcsolatok |
| -------------------------------------------------------------------------------------- | -------------------------------------------------- | -------------------------------------------------- | -------------------------------------------------- | -------------------------------------------------- | -------------------------------------------------- | -------------------------------------------------- | --- |
| A Határ út és Kőbánya-Kispest között csak éjszaka (23 óra és fél 5 között) közlekedik. |                                                    |                                                    |                                                    |                                                    |                                                    |                                                    | |
| 0                                                                                      | 0                                                  |                                                    |                                                    | Határ út M végállomás                              |                                                    | 29                                                 | 42, 50, 52 66, 123A, 194, 294E 914, 914A, 950, 950A, 966, 999 |
| 5                                                                                      | 5                                                  | 0                                                  | 0                                                  | Kőbánya-Kispest M végállomás                       | 25                                                 | ∫                                                  | 68, 85, 85E, 93, 93A, 98, 98E, 132E, 136, 148, 151, 182, 182A, 184, 193E, 202E, 268, 282E, 284E 909, 968 575, 576, 577, 578, 580, 581 S21 S36 G43 S50 G50 Z50 IC, sebesvonat, gyorsvonat, expresszvonat P+R (KöKi Terminál) P+R (Kőbánya-Kispest) |
| ∫                                                                                      | ∫                                                  | ∫                                                  | ∫                                                  | Kőbánya-Kispest P+R                                | 22                                                 | 22                                                 | 98E, 193E, 282E, 284E 575, 576, 577, 578, 580, 581 P+R (KöKi Terminál) P+R (Kőbánya-Kispest) |
| 8                                                                                      | 8                                                  | 4                                                  | 4                                                  | Felsőcsatári út                                    | 18                                                 | 18                                                 | 36, 95, 98, 98E, 193E, 217, 217E, 282E, 284E 577 |
| 9                                                                                      | 9                                                  | 5                                                  | 5                                                  | Pestszentlőrinc vasútállomás (átjáró)              | 18                                                 | 18                                                 | 36, 98, 98E, 217, 217E S50 |
| 11                                                                                     | 11                                                 | 8                                                  | 8                                                  | Csévéző utca                                       | 14                                                 | 14                                                 | 93, 93A, 98, 98E, 198, 217, 217E 980 |
| ∫                                                                                      | ∫                                                  | ∫                                                  | ∫                                                  | Billentyű utca                                     | 12                                                 | 12                                                 | 93 |
| 13                                                                                     | 13                                                 | 10                                                 | 10                                                 | Szemeretelep vasútállomás                          | 11                                                 | 11                                                 | 93, 183 S50 |
| 15                                                                                     | 15                                                 | 12                                                 | 12                                                 | Ferihegy vasútállomás                              | 9                                                  | 9                                                  | 166, 236, 236A, 266 575, 576, 578, 580, 581 S50 Z50 IC, sebesvonat, gyorsvonat, expresszvonat |
| 17                                                                                     | 17                                                 | 14                                                 | 14                                                 | Repülőtér, D porta                                 | 7                                                  | 7                                                  | 575, 576, 578, 580, 581 |
| 17                                                                                     | 17                                                 | 15                                                 | 15                                                 | Repülőtér, Főporta                                 | 5                                                  | 5                                                  | 576, 578, 580, 581 |
| 19                                                                                     | 19                                                 | 17                                                 | 17                                                 | Vecsés-nyugat                                      | 3                                                  | 3                                                  | 193E, 236 575 |
| ∫                                                                                      | ∫                                                  | ∫                                                  | ∫                                                  | Repülőmúzeum                                       | 1                                                  | 1                                                  | |
| ∫                                                                                      | 22                                                 | 20                                                 | ∫                                                  | Cargo City                                         | ∫                                                  | ∫                                                  | |
| 21                                                                                     | 25                                                 | 23                                                 | 20                                                 | Nemzetközi Posta Kicserélő Központ                 | ∫                                                  | ∫                                                  | 580 P+R |
| 23                                                                                     | 27                                                 | 27                                                 | 24                                                 | Liszt Ferenc Airport 2 végállomás                  | 0                                                  | 0                                                  | |

## Képgaléria

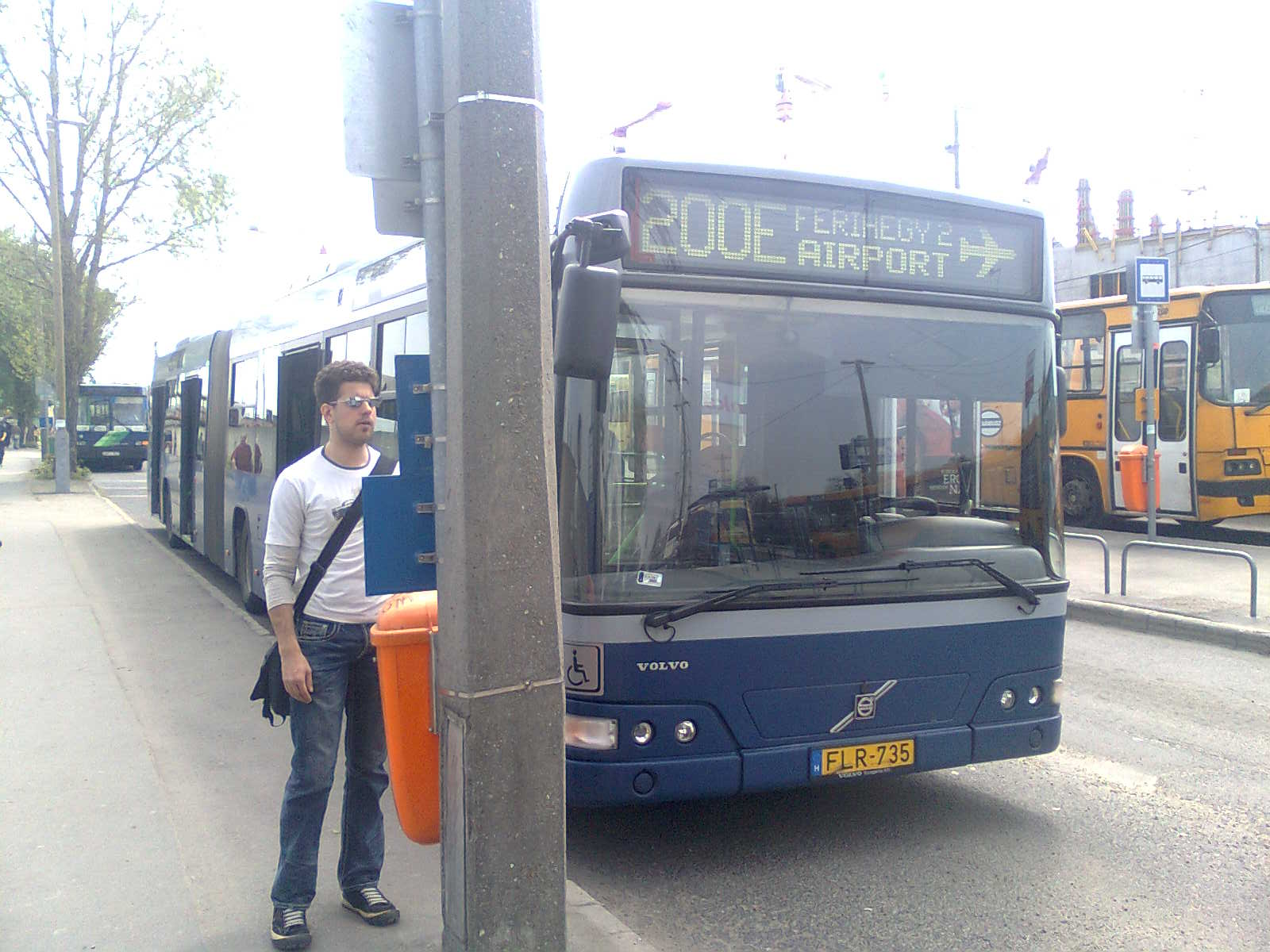
200E busz 2010-ben Kőbánya-Kispest végállomáson még Volvo 7700A típusú busszal, a kőbánya-kispesti buszvégállomás felújítása idején, ideiglenes megállóhelyen
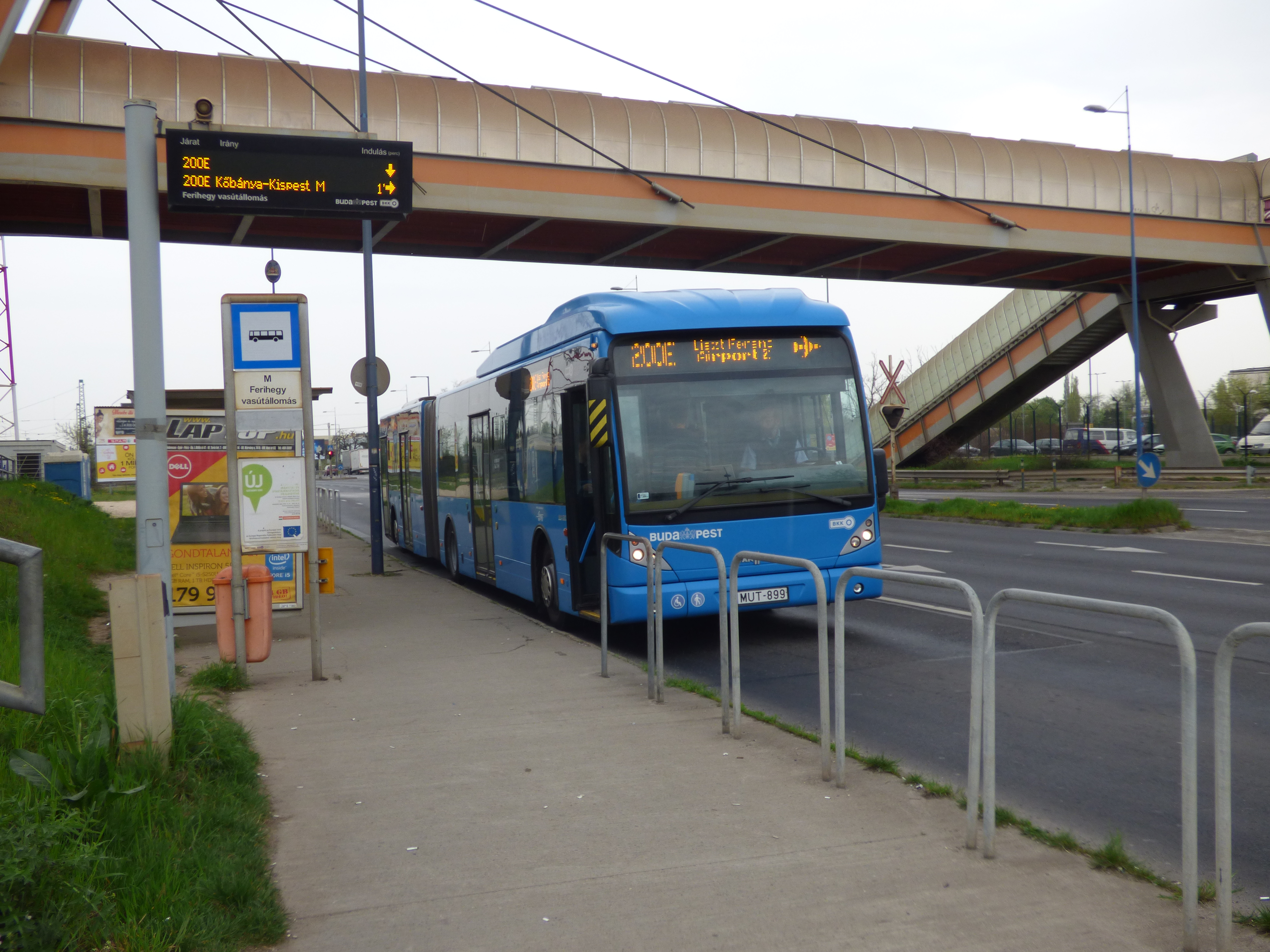
200E busz 2016-ban még Van Hool newAG300 típusú busszal Ferihegy vasútállomásnál